# Мари (город, Сирия)
Ма́ри (араб. مارع‎, другие транскрипции — Маре, Мареа) — город на северо-западе Сирии, расположенный на территории мухафазы Халеб. Входит в состав района Аазаз.

## История

### Гражданская война в Сирии
В августе 2012 года город заняла бригада ибн-Валида Свободной сирийской армии. Вокруг города был образован Операционный пост Мари, являющийся оплотом оппозиции.
С января 2015 года власть в городе поддерживала оппозиционная коалиция Исламский фронт.
В феврале 2016 года курдские отряды самообороны (YPG) и правительственные войска Сирии атаковали оппозиционные территории и отрезали северную часть (Аазаз) от Алеппо. Курды предприняли также атаку на Мари, но не смогли взять город. Мари оказался в самом центре конфликта между курдскими силами и Исламским государством.
С мая 2016 года город стал объектом постоянных атак Исламского государства. В конце мая силы Исламского государства смогли разрезать территорию оппозиции на две части и Мари оказался в котле, и развязалось упорное сражение за Аазаз на севере и Мари на юге. Однако Исламскому государству не удалось закрепить достигнутое и через несколько дней атака была отбита оппозицией и сообщение между Аазазом и Мари было восстановлено.

## Географическое положение
Город находится в северной части мухафазы, на высоте 426 метров над уровнем моря.

Мари расположен на расстоянии приблизительно 25 километров к северу от Халеба, административного центра провинции и на расстоянии 335 километров к северо-северо-востоку (NNE) от Дамаска, столицы страны.

## Демография
По оценочным данным 2013 года численность населения составляла 35 788 человек.
Динамика численности населения города по годам:
| 2003   | 2012   |
| ------ | ------ |
| 28 367 | 35 788 |

## Транспорт
Ближайший гражданский аэропорт расположен в городе Халеб.